# 坦布拉
坦布拉（Tambura, Tumbura或Tambora）是非洲國家南蘇丹的城鎮，位於該國西部，由西赤道州負責管轄，毗鄰剛果民主共和國和中非共和國，距離最大城市朱巴約582公里，海拔高度680米，2010年人口估計為9,500。

## 外部連結
- Location of Tumbura At Google Maps